# Stockholm–Mariehamn/Långnäs–Åbo
Uppslagsordet ”Stockholm–Åbo” leder hit. Det kan också syfta på den så kallade Stora Postvägen.

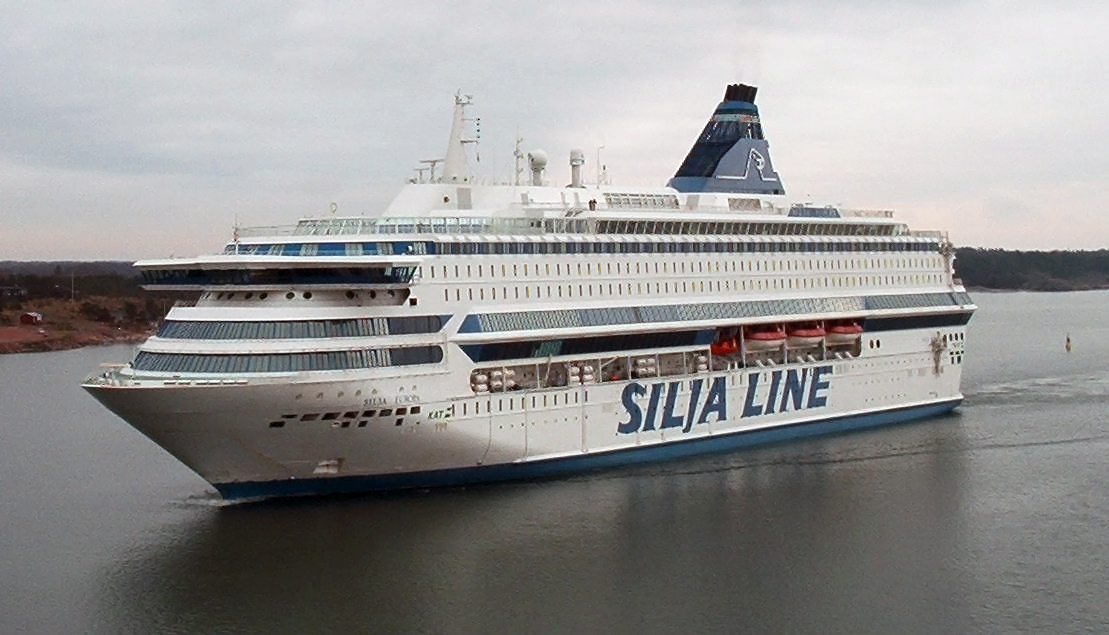
Silja Europa, var en av färjorna mellan Åbo och Stockholm innan hon ersattes av M/S Baltic Princess.

Det finns flera möjligheter att resa med bilfärja mellan Stockholm och Åbo. 

## Stockholm–Mariehamn/Långnäs–Åbo
Resan från Stockholm till Åbo tar cirka 12 timmar och rutten trafikeras av
- Viking Line (tur och retur dagligen). M/S Viking Grace & M/S Viking Glory

Under sommaren även av 
- Silja Line (tur och retur dagligen) M/S Baltic Princess

Dessa turer gör även ett uppehåll i Mariehamn eller Långnäs

## Kapellskär–Nådendal
Finnlink trafikerar mellan Kapellskär, cirka 90 kilometer norr om Stockholm, och Nådendal, en stad belägen omkring 17 kilometer från Åbo centrum. Turen tar ungefär åtta timmar och det går tre turer per dag per riktning. Fartygen anlöper inte Mariehamn och tar endast emot passagerare med fordon, inklusive cyklar.

## Via landsväg på Åland
Det går att resa med färja från Sverige till Eckerö eller Mariehamn, vidare längs landsväg och med förbindelsefartyg genom skärgården till det finländska fastlandet. Se Eckerölinjen, Kapellskär-Mariehamn (färjelinje) och Åland–Finland (färjelinjer)

## Hamnar
- Kapellskär ligger i Norrtälje kommun, 90 kilometer norr om centrala Stockholm, nås via E18 med bil eller med SL-buss 676 + 631/631X (byte i Norrtälje) från Tekniska högskolans busstation i Stockholm.
- Stockholm: 
  - Silja Line går från Värtahamnen. Bilvägen är skyltad E20. Man får räkna med köer om man åker i rusningstrafiken. Man kan gå från tunnelbanestationen Gärdet, eller ta buss nummer 76 från Ropsten.
  - Viking Line går från Stadsgårdskajen, nordöstra Södermalm. Från Slussen går Värmdö/Nackabussar till hållplatsen Londonviadukten där terminalen ligger. Bilvägen är skyltad 222 från E4, och Stadsgården färja sista biten.
- Mariehamn: Silja Line och Viking Line har en gemensam terminal en knapp kilometer från stadens centrum.
- Långnäs: Orten är mycket liten och ligger på ön Lumparland. Det finns en gemensam terminal för rederierna. Förbindelsebåtar till skärgården, också till Korpo i Åboland. Avståndet till Mariehamn är runt 30 km.
- Åbo: Hamnen ligger 2,5–3 kilometer sydväst om Salutorget. Terminalerna ligger bredvid varandra. Intercitytåg mot Helsingfors kör till centrala Åbo (7 min), och även till stadsdelen Kuppis (14 min), i anslutning till de olika båtarna, men även tåg till Tammerfors kör till centrum, dock ej till Kuppis.
- Nådendal: Stad 17 kilometer väster om Åbo centrum. Väg 40 och 185 når hit. Bussförbindelser.